# Liège-Bastogne-Liège 1931
La 21e édition de Liège-Bastogne-Liège a eu lieu le 9 juin 1931 et a été remportée par le Belge Alfons Schepers. C'est la deuxième victoire d'Alfons Schepers à la Doyenne après celle de 1929.
Un groupe de huit hommes se présente à l'arrivée de cette vingt-et-unième édition de la Doyenne. Alfons Schepers remporte le sprint devant Marcel Houyoux. 37 coureurs étaient au départ et 23 à l'arrivée.

## Classement
| n° | Coureur          | Équipe                    | Temps           |
| -- | ---------------- | ------------------------- | --------------- |
| 1  | Alfons Schepers  | La Française-Dunlop       | 7 h 23 min 26 s |
| 2  | Marcel Houyoux   | -                         | m.t.            |
| 3  | Jean Deschepper  | Dilecta-Wolber            | m.t.            |
| 4  | Jules Goedhuys   | Génial Lucifer-Hutchinson | m.t.            |
| 5  | Erich Ussat      | -                         | m.t.            |
| 6  | Jean Wauters     | Alcyon-Dunlop             | m.t.            |
| 7  | Georges Lemaire  | -                         | m.t.            |
| 8  | Julien Vervaecke | Alcyon-Dunlop             | à 4 s           |
| 9  | Alfons Deloor    | Dilceta-Wolber            | à 6 min 49 s    |
| 10 | Jan Meeuwis      | -                         | à 8 min 02 s    |